# Самошкин, Сергей Владимирович
Сергей Самошкин (род. 15 января 1975, Саратов) — советский и российский хоккеист, нападающий.

## Биография
Воспитанник саратовского «Кристалла», выступал за команду в сезонах 1991/92, 1993/94 — 1996/97, 1999/2000, также играл за «Химик» Энгельс (1991/92 — 1994/95, 1996/97), «Нефтяник» Альметьевск (1997/98 — 1998/99) и «Нефтяник» Лениногорск (2000/01).